# Universidad de Belgrado
La Universidad de Belgrado (en serbio: Универзитет у Београду / Univerzitet u Beogradu) es la institución de educación superior más prestigiosa y antigua de Serbia. La universidad tiene 30 facultades, ocho institutos de investigación científica y una biblioteca universitaria.
Sus raíces se remontan a 1808 cuando se fundó la Gran Escuela en Belgrado. Oficialmente fue la primera universidad moderna de Serbia, fundada en 1905. Al momento de su creación tenía tres facultades: Ingeniería, derecho y filosofía. La universidad estaba ubicada en el Edificio Capitán Misa en donde todavía se encuentra su rectorado.
La universidad tiene aproximadamente 90.000 estudiantes inscritos en 150 programas universitarios y 1700 estudiantes graduados. Desde su fundación, la universidad ha graduado unos 260.000 estudiantes en pregrado, cerca de 14.000 de máster y 8500 de doctorado.

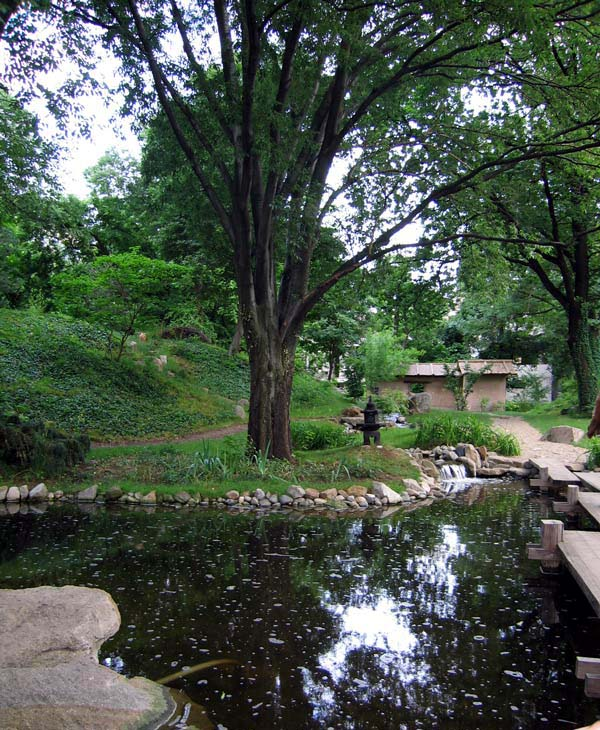
Jardín botánico de Belgrado (una sección de la Facultad de Biología de la Universidad de Belgrado)

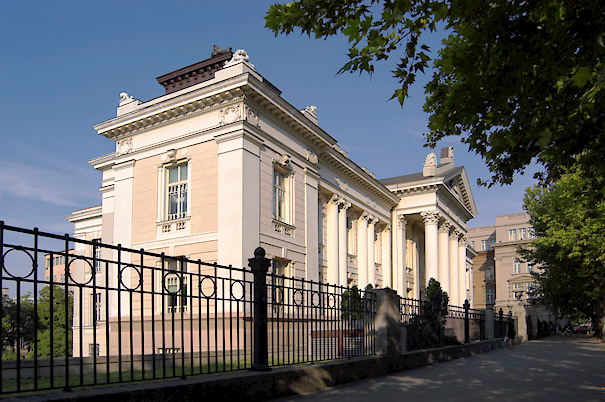
Biblioteca de la Universidad de Belgrado

## Alumnos notables
- Mirko Cvetković, ex primer ministro de Serbia
- Srgjan Kerim, presidente de la Asamblea General de las Naciones Unidas
- Kiro Gligorov, 1.er Presidente de la República de Macedonia (hoy, Macedonia del Norte)
- Miroljub Jevtić, politólogo serbio y profesor de la Politología de la religión
- Vojislav Koštunica, ex primer ministro de Serbia
- Abd al-Rahman Munif, político y novelista árabe
- Fredy Perlman, autor y activista
- Filip Vujanović, 1.er Presidente de Montenegro
- Zoran Đinđić, ex primer ministro de Serbia
- Rajko Đurić, líder de la Roma Unión de Serbia
- Vuk Drašković, escritor y político serbio
- Vasko Popa, poeta serbio
- Mihailo Petrović, matemático e inventor serbio
- Boris Tadić, expresidente de Serbia
- Goran Petrović, escritor serbio
- Meša Selimović, uno de los escritores más importantes de la literatura serbia
- Ivan Stambolić, expresidente de la República Socialista de Serbia
- Zoran Živković, primer ministro de Serbia
- Aleksandar Vučić, actual Presidente y ex primer ministro de Serbia.
- Ireneo I, Patriarca de la Iglesia Ortodoxa Serbia
- Juan de Shanghái y San Francisco
- Predrag Bjelac, actor serbio

## Facultades
La universidad está dividida en 31 facultades, entre las cuales se encuentran:
- Agricultura
- Arquitectura
- Biología
- Ciencias organizacionales
- Ciencias políticas
- Ciencias técnicas
- Deportes y educación física
- Derecho
- Economía
- Educación especial y rehabilitación
- Estomatología
- Estudios en seguridad
- Farmacéutica
- Filiología
- Filosofía
- Física
- Fisicoquímica
- Geografía
- Ingeniería civil
- Ingeniería eléctrica
- Ingeniería forestal
- Ingeniería mecánica
- Ingeniería en transportes
- Matemática
- Medicina
- Minería y geología
- Pedagogía
- Química
- Teconología y metalurgia
- Teología ortodoxa
- Veterinaria